# Larissa van den Herik
Larissa Jasmijn van den Herik (Delft, 22 september 1975) is een Nederlands jurist gespecialiseerd in het internationaal publiekrecht. Van den Herik is hoogleraar aan de Universiteit Leiden.
Van den Herik studeerde rechten aan de Vrije Universiteit Amsterdam. Na haar studie begon ze aan een promotie-onderzoek aan diezelfde universiteit onder begeleiding van Jan Watse Fokkens en Nico Schrijver, dat uitmondde in het op 31 mei 2005 verdedigde proefschrift The contribution of the Rwanda Tribunal to the Development of International Law, later ook uitgegeven bij Brill.
Van den Herik werd in 2011 benoemd tot hoogleraar internationaal publiekrecht aan de Universiteit Leiden. Ze hield haar oratie op 29 juni 2012. Haar werk houdt zich met name bezig met internationaal strafrecht, internationale (VN-)sancties, terrorisme en terrorismebestrijding, alsmede diaspora's en internationaal recht.
Van 2005 tot 2013 was ze hoofdredacteur van het Leiden Journal of International Law. Van den Herik was van tevens 2019 tot 2023 voorzitter van de Commissie van advies inzake volkenrechtelijke vraagstukken (CAVV) en in die hoedanigheid ex officio lid van het Permanent Hof van Arbitrage. Als lid van de CAVV heeft ze meegewerkt aan rapporten over onder andere tweede nationaliteiten, "niet-letale" steun aan rebellengroepen, en de ILC-ontwerpartikelen over misdrijven tegen de menselijkheid. Ze is ook lid van de evaluatiecommissie voor de Wet op de inlichtingen- en veiligheidsdiensten 2017.
- Gemeinsame Normdatei: 132618281
- International Standard Name Identifier: 0000 0000 7994 4776
- Library of Congress Control Number: n2005031281
- Nationale Bibliotheek van Tsjechië: xx0242144
- Nationale Bibliotheek van Israël: 987007450201505171
- Nederlandse Thesaurus van Auteursnamen: 241356024
- Système universitaire de documentation: 102531943
- Virtual International Authority File: 47927930